# Ногейра, Луис
Лу́ис Албе́рту Рибе́йру Ноге́йра (порт.-браз. Luis Alberto Ribeiro Nogueira; род. 10 апреля 1985) — бразильский боец смешанного стиля, представитель легчайшей весовой категории. Выступает на профессиональном уровне начиная с 2008 года, известен по участию в турнирах бойцовских организаций Bellator, Pancrase, ACB, Shooto и др. Финалист гран-при Bellator в легчайшем весе.

## Биография
Луис Ногейра родился 10 апреля 1985 года.

### Начало профессиональной карьеры
Дебютировал в смешанных единоборствах на профессиональном уровне в январе 2008 года, выиграв у своего соперника техническим нокаутом. Дрался в небольших бразильских промоушенах, таких как Comunidade Fight, Watch Out Combat Show, X-Combat Ultra MMA и др. Достаточно много боёв провёл в бразильском филиале организации Shooto, в частности претендовал здесь на титул чемпиона Южной Америки в полулёгкой весовой категории, но проиграл чемпионский бой своему соотечественнику Эдуарду Дантасу — во втором раунде попался на рычаг локтя и вынужден был сдаться, потерпев тем самым первое поражение в профессиональной карьере.

### Bellator Fighting Championships
Имея в послужном списке десять побед и только одно поражение, Ногейра привлёк к себе внимание одной из крупнейших организаций мира Bellator Fighting Championships и в 2011 году подписал с ней долгосрочный контракт. В дебютном поединке единогласным решением судей выиграл у Джерода Спуна.
Позже стал участником гран-при пятого сезона Bellator в легчайшем весе, но уже на стадии четвертьфиналов был остановлен Эдом Уэстом.
В дальнейшем одержал победу в рейтинговом поединке и в 2012 году предпринял попытку выиграть гран-при шестого сезона. На сей раз был намного успешнее, в четвертьфинале по очкам прошёл бронзового призёра Олимпийских игр по вольной борьбе Алексиса Вилу, тогда как в полуфинале отправил в нокаут японца Хироси Накамуру. В финальном решающем поединке вышел в клетку против мастера бразильского джиу-джитсу Маркуса Галвана и в напряжённом противостоянии проиграл ему техническим нокаутом во втором раунде.
Последний раз дрался на турнире Bellator в октябре 2013 года, выиграв сдачей у малоизвестного бойца Фрэнка Бака.

### Дальнейшая карьера
Покинув Bellator, Луис Ногейра выступал в менее престижных организациях, в частности в 2015—2016 годах провёл три боя на турнирах Pancrase в Японии. Здесь ему довелось встретиться с такими известными бойцами как Масакацу Уэда и Мамору Ямагути, однако обоим он уступил по очкам.
Провёл несколько боёв в России, на турнире лиги «Ахмат» в Грозном в мае 2017 года дрался с Юнусом Евлоевым, проиграв ему единогласным судейским решением.
В 2018 году отметился выступлением в крупной российской организации Absolute Championship Berkut.

## Статистика в профессиональном ММА
| Боёв 30  | Побед 21 | Поражений 8 |
| -------- | -------- | ----------- |
| Нокаутом | 6        | 2           |
| Сдачей   | 5        | 1           |
| Решением | 10       | 5           |
| Ничьи    | 1        | 1           |

| Результат | Рекорд | Соперник                          | Способ                     | Турнир                        | Дата             | Раунд | Время | Место                     | Примечание                                                              |
| --------- | ------ | --------------------------------- | -------------------------- | ----------------------------- | ---------------- | ----- | ----- | ------------------------- | ----------------------------------------------------------------------- |
| Поражение | 21-8-1 | Ислам Шишбулатов                  | KO (удар рукой)            | ACB 84                        | 7 апреля 2018    | 1     | 1:39  | Братислава, Словакия      |                                                                         |
| Поражение | 21-7-1 | Саид Нурмагомедов                 | Единогласное решение       | WFCA 42                       | 27 сентября 2017 | 3     | 5:00  | Москва, Россия            |                                                                         |
| Поражение | 21-6-1 | Юнус Евлоев                       | Единогласное решение       | WFCA 38                       | 21 мая 2017      | 3     | 5:00  | Грозный, Россия           |                                                                         |
| Поражение | 21-5-1 | Мамору Ямагути                    | Раздельное решение         | Pancrase: 281                 | 2 октября 2016   | 3     | 5:00  | Токио, Япония             |                                                                         |
| Победа    | 21-4-1 | Джонни Фраши                      | Сдача (треугольник руками) | WFCA 16                       | 12 марта 2016    | 2     | 3:57  | Грозный, Россия           |                                                                         |
| Победа    | 20-4-1 | Юки Баба                          | KO (слэм)                  | Pancrase: 271                 | 11 ноября 2015   | 1     | 1:12  | Токио, Япония             |                                                                         |
| Поражение | 19-4-1 | Масакацу Уэда                     | Единогласное решение       | Pancrase: 268                 | 5 июля 2015      | 3     | 5:00  | Токио, Япония             |                                                                         |
| Победа    | 19-3-1 | Эмерсон Убалду                    | Единогласное решение       | Face to Face 11               | 24 апреля 2015   | 3     | 5:00  | Рио-де-Жанейро, Бразилия  |                                                                         |
| Победа    | 18-3-1 | Паулу Робинсон                    | Единогласное решение       | Face to Face 8                | 12 сентября 2014 | 3     | 5:00  | Рио-де-Жанейро, Бразилия  |                                                                         |
| Победа    | 17-3-1 | Франсиску Силдерлан Лима да Силва | Единогласное решение       | Face to Face 6                | 31 января 2014   | 3     | 5:00  | Рио-де-Жанейро, Бразилия  |                                                                         |
| Победа    | 16-3-1 | Фрэнк Бака                        | Сдача (треугольник руками) | Bellator 105                  | 25 октября 2013  | 1     | 4:41  | Рио-Ранчо, США            |                                                                         |
| Ничья     | 15-3-1 | Франсиску ди Лима Масиел          | Ничья                      | Watch Out Combat Show 27      | 2 августа 2013   | 3     | 5:00  | Рио-де-Жанейро, Бразилия  |                                                                         |
| Победа    | 15-3   | Франсиску Назарену Фигереду       | Сдача (треугольник руками) | BOTB: Para vs. Brazil         | 29 ноября 2012   | 2     | N/A   | Белен, Бразилия           |                                                                         |
| Поражение | 14-3   | Маркус Галван                     | TKO (удары локтями)        | Bellator 73                   | 24 августа 2012  | 2     | 4:20  | Таника, США               | Финал гран-при 6 сезона Bellator в легчайшем весе.                      |
| Победа    | 14-2   | Хироси Накамура                   | KO (удары руками)          | Bellator 70                   | 25 мая 2012      | 3     | 1:58  | Новый Орлеан, США         | Полуфинал гран-при 6 сезона Bellator в легчайшем весе.                  |
| Победа    | 13-2   | Алексис Вила                      | Единогласное решение       | Bellator 65                   | 13 апреля 2012   | 3     | 5:00  | Атлантик-Сити, США        | Четвертьфинал гран-при 6 сезона Bellator в легчайшем весе.              |
| Победа    | 12-2   | Зак Лейрд                         | Сдача (гильотина)          | Bellator 53                   | 8 октября 2011   | 1     | 0:51  | Майами, США               |                                                                         |
| Поражение | 11-2   | Эд Уэст                           | Единогласное решение       | Bellator 51                   | 24 сентября 2011 | 3     | 5:00  | Кантон, США               | Четвертьфинал гран-при 5 сезона Bellator в легчайшем весе.              |
| Победа    | 11-1   | Джерод Спун                       | Единогласное решение       | Bellator 42                   | 23 апреля 2011   | 3     | 5:00  | Кончо, США                |                                                                         |
| Победа    | 10-1   | Атила Лоуренсу                    | Сдача (треугольник руками) | Shooto: Brazil 19             | 17 октября 2010  | 2     | 0:50  | Фламенго, Бразилия        |                                                                         |
| Победа    | 9-1    | Маурисиу Сантус                   | Единогласное решение       | Juiz de Fora Fight: Evolution | 2 октября 2010   | 3     | 5:00  | Жуис-ди-Фора, Бразилия    |                                                                         |
| Победа    | 8-1    | Эривалду Сантус                   | TKO (удары руками)         | Universal Fight Combat        | 17 декабря 2009  | 1     | 4:19  | Рио-де-Жанейро, Бразилия  |                                                                         |
| Победа    | 7-1    | Албину Мендис                     | Раздельное решение         | X-Combat Ultra MMA            | 20 сентября 2009 | 3     | 5:00  | Витория, Бразилия         |                                                                         |
| Победа    | 6-1    | Зеилтон Родригес                  | Единогласное решение       | Shooto: Brazil 13             | 27 августа 2009  | 3     | 5:00  | Форталеза, Бразилия       |                                                                         |
| Победа    | 5-1    | Родолфу Маркес                    | Единогласное решение       | Shooto: Brazil 11             | 28 марта 2009    | 3     | 5:00  | Барра-да-Тижука, Бразилия |                                                                         |
| Поражение | 4-1    | Эдуарду Дантас                    | Сдача (рычаг локтя)        | Shooto: Brazil 9              | 29 ноября 2008   | 2     | 1:41  | Форталеза, Бразилия       | Бой за вакантный титул чемпиона Shooto South America в полулёгком весе. |
| Победа    | 4-0    | Занон Питбуль                     | Раздельное решение         | Shooto: Brazil 8              | 30 августа 2008  | 3     | 5:00  | Барра-да-Тижука, Бразилия |                                                                         |
| Победа    | 3-0    | Худсон Роча                       | TKO (удары руками)         | Shooto: Brazil 7              | 28 июня 2008     | 1     | 4:13  | Рио-де-Жанейро, Бразилия  |                                                                         |
| Победа    | 2-0    | Луис Энрике Драгу                 | KO (удар рукой)            | Watch Out Combat Show 1       | 10 мая 2008      | 1     | N/A   | Барра-да-Тижука, Бразилия |                                                                         |
| Победа    | 1-0    | Эвандерсон Лопис                  | TKO                        | Comunidade Fight 1            | 5 января 2008    | N/A   | N/A   | Рио-де-Жанейро, Бразилия  |                                                                         |